# Bielkowo (Sianów)
Bielkowo (deutsch Beelkow) ist ein Dorf in  der polnischen Woiwodschaft Westpommern gelegen. Es gehört zur Stadt- und Landgemeinde Sianów (Zanow) im Powiat Koszaliński (Landkreis Köslin).

## Geographische Lage
Das Bauerndorf  liegt in Hinterpommern,  zwei Kilometer südlich des  Buckower Sees (Jezioro Bukowo).
Zum Ort führt die  ‚Küstenstraße‘  genannte Woiwodschaftsstraße 203 Koszalin (Köslin) – Darłowo (Rügenwalde) – Ustka (Stolpmünde). Bis Köslin sind es 22 Kilometer, und die Ostseestadt Rügenwalde liegt 16 Kilometer entfernt. Bis zur nächsten Bahnstation Wiekowo (Alt Wieck) an der Bahnstrecke Stargard Szczeciński–Gdańsk sind es sieben Kilometer.
Die Ortschaft liegt in einem flachwelligen Gelände in einer zur Ostseeküste abfallenden Niederung mit der höchsten Erhebung von zwei Metern über dem Meeresspiegel.
Die Nachbargemeinden von Bielkowo sind: im Westen Iwięcino (Eventin), im Norden Gleźnowo (Steinort), im Osten Dobiesław (Abtshagen) und im Süden Wierciszewo (Wandhagen).

## Ortsname
Der deutsche Ortsname  Beelkow (früher auch Belkow) dürfte sich vom slawischen bely, bjely oder biały = „weiß“ herleiten.

## Geschichte
Der als Angerdorf angelegte Ort Beelkow wurde im Jahre 1265 von Herzog Swantopolk II. dem Kloster Buckow geschenkt. Die Bauern waren im Mittelalter dem Vorwerk (später Domäne) Buckow dienstpflichtig. Nach Auflösung des Klosters während der Reformation kommt das Abteidorf Beelkow zum Rügenwalder Amt.
Um 1780 hat der Ort: 1 Schulze, 14 Bauern, 2 Landkossäten, 2 Straßenkossäten, 1 Büdner, 1 Hirtenkaten bei insgesamt 21 Feuerstellen (Haushalten).
Im Jahre 1818 verzeichnete Beelkow 231 Einwohner. Die Zahl stieg bis 1895 auf 411, ging dann aber bis 1939 auf 379 zurück. Bis 1945 bildete der Ort mit den Gemeinden Abtshagen (heute polnisch: Dobiesław), Eventin (Iwięcino), Wandhagen (Wierciszewo) und Wieck (Wiekowice) den Amtsbezirk Eventin im Landkreis Schlawe i. Pom. im pommerschen Regierungsbezirk Köslin. Standesamtlich waren ebendiese Gemeinden (mit Ausnahme von Abtshagen) zum Standesamt Eventin verbunden. Der letzte deutsche Bürgermeister von Beelkow war Hermann Holzfuß.
Am 5. März 1945 besetzten russische Truppen, von Wandhagen kommend, das Dorf. Ende März wurden alle Einwohner einschließlich der seit Herbst 1944 eingetroffenen und Schutz suchenden ostpreußischen Flüchtlinge nach Steglin (Szczeglino) zwangsevakuiert. Nach deren Rückkehr im Sommer 1945 wurde Beelkow von der Sowjetunion unter polnische Verwaltung gestellt. Beelkow erhielt den polnischen Ortsnamen Bielkowo. Es begann nun die Zuwanderung polnischer Zivilisten. Ab Herbst 1945 erfolgten die gewaltsamen Vertreibungen der einheimischen Bevölkerung aus Beelkow, die bis 1946 abgeschlossen waren.
Das Dorf ist heute Teil der Gmina Sianów (Zanow) und ist vom deutschen Landkreis Schlawe i. Pom. in den polnischen Powiat Koszaliński der Woiwodschaft Westpommern (bis 1998 Woiwodschaft Köslin) „gewechselt“.

## Bevölkerungsentwicklung
| Jahr | Einwohner | Anmerkungen                                           |
| ---- | --------- | ----------------------------------------------------- |
| 1818 | 231       |                                                       |
| 1867 | 444       | [ 3 ]                                                 |
| 1871 | 442       | ausnahmslos Evangelische                              |
| 1895 | 411       |                                                       |
| 1925 | 375       | darunter 374 Evangelische und eine katholische Person |
| 1933 | 373       | [ 5 ]                                                 |
| 1939 | 378       | [ 5 ]                                                 |

## Kirche
Beelkow war bis 1945 ein Dorf ohne eigene Kirche. Es gehörte mit den Orten Eventin und Wandhagen zum evangelischen Kirchspiel Eventin. Es lag im Kirchenkreis Rügenwalde in der Kirchenprovinz Pommern der Kirche der Altpreußischen Union. Mittelpunkt des Kirchspiels war die Pfarrkirche Eventin. Letzter deutscher Geistlicher war Pfarrer Heinz Puttkamer.
Heute gehört der Ort Bielkowo zur polnischen katholischen Kirche. Die evangelischen Kirchenglieder werden vom Pfarramt Koszalin (Köslin) in der Diözese Pommern-Großpolen der polnischen Evangelisch-Augsburgischen (d. h. lutherischen) Kirche betreut.

## Schule
Beelkow besaß ein einklassiges Schulgebäude mit Lehrerwohnung. Etwa 60 Kinder besuchten zuletzt die Schule. Der letzte deutsche Schulleiter vor 1945 war Lehrer Wilhelm Hermann Otto Kollath (* 1903), der im Zweiten Weltkrieg fiel.

## Söhne und Töchter des Ortes
- Martin Holzfuß (1925–2012), deutscher Generalmajor und Politiker (FDP), MdEP